# Hoterodes
Hoterodes là một chi bướm đêm thuộc họ Crambidae.

## Các loài
- Hoterodes albiceps (C. Felder, R. Felder & Rogenhofer, 1875)
- Hoterodes ausonia (Cramer, 1777)
- Hoterodes violescens (Dognin, 1903)

Các loài trước đây
- Hoterodes regalis Butler, 1882
- Hoterodes sericealis Pagenstecher, 1900